# Сото, Элвин
Элвин Сото Кастро (исп. Elwin Soto Castro; род. 23 декабря 1996 года в городе Сан-Фелипе, штат Нижняя Калифорния, Мексика) — мексиканский боксёр, чемпион мира в первом наилегчайшем весе (до 49 кг или 108 фунтов) по версии WBO. По версии BoxRec занимает 5-е место (14.49 баллов) на 1 августа 2020 года среди боксеров первого наилегчайшего веса и 423 место в рейтинге боксеров вне весовой категории.

## Карьера

### Любительская карьера (2015—2016)
У Элвина была очень короткая любительская карьера; 1 победа и 1 поражение. И также участвовал в Мировой Серии Бокса (World Series of Boxing) 1 бой выиграл и 2 боя проиграл.

### 2016 год
15 октября дебютировал в боксе в родном городе Сан-Фелипе бой прошел в наилегчайшем весе(до 50.8 кг или 112 фунтов) выиграл единогласным мнением судей(59-55 59-55 60-54) Ифраина Гонсалеса(3-18-1). 19 ноября выиграл нокаутом в 1 раунде Эрика Джовани Негрете(0-2-0).

### 2017 год
11 февраля в городе Палм-Спрингс (Калифорния) США, впервые проиграл в карьере единогласным мнением судей американцу Дэнни Андуджо (2-1-0). 25 марта в Гвадалахаре (Мексика) побеждает нокаутом в 1 раунде Алехандро Эскуэдо (0-1-1). 7 апреля побеждает единогласным решением судей Хесуса Эрнандеса Сиерра(1-1-0). 13 мая побеждает нокаутом в 1 раунде Брайана Эрнандеса (0-1-0). 14 октября выиграл нокаутом в 4 раунде Педро Вердина (1-3-1).

### 2018 год
Элвин в 2018 году провел 6 боев и во всех выиграл но противники были очень слабые а порой даже очень. 17 февраля в Гвадалахаре выиграл во второй раз но уже нокаутом в 4 раунде Хесуса Эрнандеса Сиерру (1-3-0), бой проходил в наилегчайшем весе(до 50.8 или 112 фунтов) . 2 июня выиграл нокаутом во 2 раунде дебютанта Вилфредо Джуерреро. Буквально через неделю 9 июня в городе Тихуана выиграл нокаутом во 2 раунде Хорхе Мигеля Эрнандеса(4-8-0). 28 июля выиграл единогласным решением судей(78-75 77-75 77-75) бывшего чемпиона мира в минимальном весе по версии IBF Марио Родригеса(23-15-5) . 6 октября выиграл единогласным решением судей(58-56 60-54 59-55) Омара Мартинеса Эрнандеса (4-4-0). 22 декабря выиграл нокаутом в 6 раунде непобежденного Эрика Гонсалеса Эрнандеса(12-0-2).

### 2019 год
16 февраля выиграл нокаутом в 1 раунде Эдгара Орнеласа (0-14-0). 4 мая выиграл нокаутом в 4 раунде Джо Кастро Кано (3-13-0). 21 мая Элвина выбрали в оппоненты для добровольной защиты титула WBO чемпиону из Пуэрто-Рики Акоста, Анхель, для которого это была 4 защита титула, для всего боксерского сообщества было удивлением что именно Элвина выбрали для защиты титула потому что его не было в рейтингах боксерских версий, и все его оппоненты были джорнименами или гейткиперами, и всем казалось что это проходной бой для чемпиона. 21 июня город Индио (Калифорния), США, произошла сенсация в боксе. Чемпион мира по версии WBO в первом наилегчайшем весе (до 49 кг) пуэрториканец Анхель Акоста (20-1, 20 KO) и "безвестный" для боксерского мира  молодой мексиканец Элвин Сото (14-1, 11 KO) подарили болельщикам невероятный интригующий махач, который завершился сенсационной победой боксёра из Мексики.Претендент неплохо огрызался, его размашистые хуки/оверхнэды легко прошивали защиту чемпиона. Но Акоста действовал агрессивнее, выбрасывал больше ударов, работал по этажам, превосходил Сото в ударной мощи. Во втором раунде претендент предложил рубку в инфайтинге. Вновь сперва выглядел здорово, но затем сказались невероятной мощи плюхи оппонента, пришлось даже немного пятиться. Третий раунд начался неожиданно. Сото выбросил серию левый-правый хук, и Акоста оказался на канвасе. Он продолжил поединок, но был потрясён, выглядел растерянным. Ошибку допустил претендент — толкнул чемпиона на канвас, дал тому время на восстановление. Сото вовсю использовал дыры в защите Акосты. Его правые оверхэнды периодически проходили в цель. Бойцы устроили яркий обмен плюхами в инфайтинге. В очередной раз сказалось преимущество пуэрториканца в ударной мощи — он завладел инициативой в 5-м раунде, выбрасывал больше ударов. Во второй половине боя увеличилось количество клинчей, столкновений головами. Акоста навязал инфайтинг, лишив Сото шанса переломить ход боя разовым попаданием оверхэндом. В чемпионских раундах казалось, что Сото отказался от титульных амбиций, принялся наяривать круги по периметру ринга. Акоста в попытках завершить бой досрочно зевнул в 12-м раунде короткий левый контрхук, был потрясён, принялся пятиться. Сото бросился на добивание, и рефери Томас Тэйлор остановил бой. Поспешное решение, которое оставило неприятное послевкусие в невероятно зрелищной драке. Сото ТКО 12. Элвин Сото новый чемпион мира по версии WBO. 24 октября провел первую защиту титула против непобежденного обязательного претендента из Филиппин Эдварда Хено (14-0-5). Сото со стартовых секунд пытался навязать силовой бокс, но претендент ни в чём не уступал, смело отвечал ударом на удар, а в 3-м раунде даже уронил чемпиона на канвас. Мексиканец не был потрясён, просто оказался в разбалансированном состоянии. В первой половине боя Хено выбрасывал больше ударов, но не всегда при этом выглядел эффективно.После экватора тактика Сото начала приносить плоды — он наконец-то завладел инициативой, получалось зажимать оппонента у канатов, временами Хено и вовсе подолгу пережидал за блоком, почти не отвечая на удары. Проваленная последняя четверть боя и стоила претенденту победы. Вердикт судей: 114-113 и дважды 115-112 в пользу чемпиона.

### 2020 год
15 февраля в Мехикали (Мексика)  Элвин Сото (16-1-0) провёл промежуточный бой в наилегчайшем весе (до 50,8 кг) — справился с соотечественником Хавьером Рендоном (10-4-3). Бой завершился в стартовом раунде. Сото поймал соперника мощнейшим хуком по печени. Рендон оказался на канвасе, его лицо исказила гримаса боли. О продолжении схватки не могло быть и речи. 